# Keio Medical Science Prize

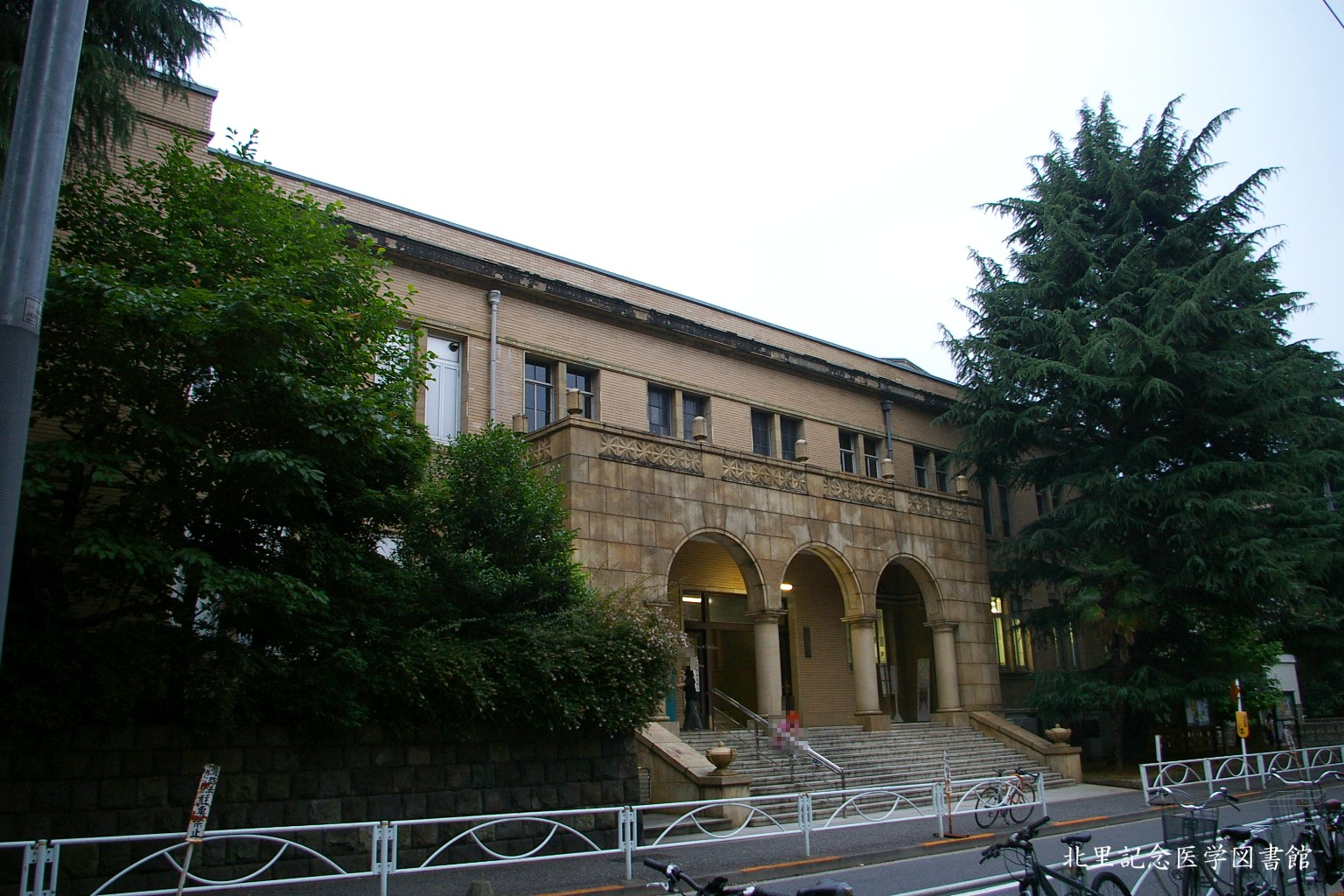
Ort der Preisverleihung: „Kitasato-Gedenk-Bibliothek“, Shinano Campus im Stadtteil Shinanomachi des Bezirks Shinjuku in Tokyo

Der Keio Medical Science Prize (engl; jap. 慶應医学賞, Keiō Igakushō) ist ein von der Keiō-Universität in Tokio vergebener Wissenschaftspreis für medizinische Forschung und Lebenswissenschaften. Die Auszeichnung geht auf eine Stiftung des japanischen Arztes Mitsunada Sakaguchi zurück. Die Preisträger erhalten eine Ehrenurkunde, eine Medaille und einen Geldbetrag (2024: 10 Millionen Yen, entspricht ca. 61.000 Euro). Anlässlich der Preisverleihung halten die Preisträger jeweils einen Festvortrag.
Dreizehn der Preisträger erhielten später auch einen Nobelpreis für Physiologie oder Medizin oder für Chemie (Stand Oktober 2024).

## Preisträger

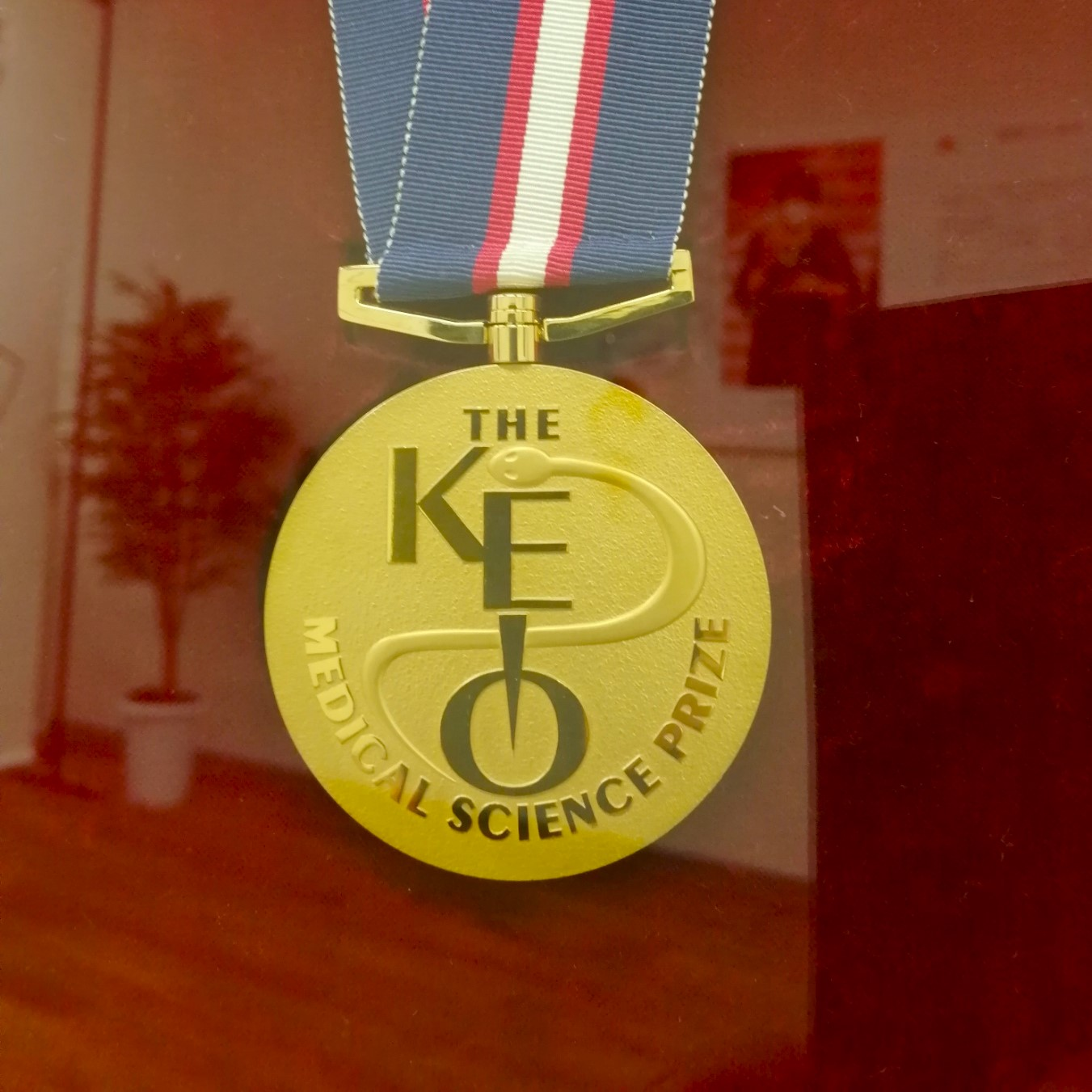
Medaille

- 1996 Stanley B. Prusiner, Shigetada Nakanishi
- 1997 Robert A. Weinberg, Tadatsugu Taniguchi
- 1998 Moses Judah Folkman, Katsuhiko Mikoshiba
- 1999 Elizabeth Helen Blackburn, Shinya Yoshikawa
- 2000 Arnold J. Levine, Yusuke Nakamura
- 2001 Tony Hunter, Masatoshi Takeichi
- 2002 Barry Marshall, Koichi Tanaka
- 2003 Ronald M. Evans, Yasushi Miyashita
- 2004 Roger Y. Tsien
- 2005 Yoshinori Fujiyoshi
- 2006 Thomas A. Steitz
- 2007 Brian J. Druker, Hiroaki Mitsuya
- 2008 Fred H. Gage, Shimon Sakaguchi
- 2009 Jeffrey M. Friedman, Kenji Kangawa
- 2010 Jules A. Hoffmann, Shizuo Akira
- 2011 Philip A. Beachy, Keiji Tanaka
- 2012 Steven A. Rosenberg, Hiroyuki Mano
- 2013 Victor Ambros, Shigekazu Nagata
- 2014 Karl Deisseroth, Hiroshi Hamada
- 2015 Jeffrey I. Gordon, Yoshinori Ohsumi
- 2016 Svante Pääbo, Tasuku Honjo
- 2017 John E. Dick, Seiji Ogawa
- 2018 Feng Zhang, Masashi Yanagisawa
- 2019 Hans C. Clevers, Tadamitsu Kishimoto
- 2020 Aviv Regev, Atsushi Miyawaki
- 2021 Katalin Karikó, Osamu Nureki
- 2022 Carl H. June, Yoshihiro Kawaoka
- 2023 Napoleone Ferrara, Kazutoshi Mori
- 2024 Demis Hassabis, Mitinori Saitou